# Pipe Dreams (álbum)
Pipe Dreams é o álbum de estreia do cantor, ator compositor Mark Salling, muito embora o mesmo tenha um álbum intitulado Smoke Signals, lançado sob o nome artístico de Jericho. Pipe Dreams foi inspirado por Alice in Chains, Nine Inch Nails, Miles Davis e Herbie Hancock. Foi lançado pela Pipe Dreams Records, selo próprio de Salling, em parceria com Fontana Distribution. Ele é o compositor, performer e produtor de cada faixa. O primeiro single, "Higher Power", estreou em 10 de agosto de 2010.

## Faixas
Lista de faixas:
| N.º            | Título                                 | Compositor(es)                                | Duração |  |
| 1.             | "Migration"                            | Mark Salling                                  | 3:54    |  |
| 2.             | "Lone Ranger"                          | Mark Salling                                  | 4:04    |  |
| 3.             | "Higher Power"                         | Dino Ferkaris, Frederick Perrin, Mark Salling | 4:26    |  |
| 4.             | "Mary Poppins"                         | Mark Salling                                  | 3:19    |  |
| 5.             | "The Descent (Confessions of a Ghost)" | Mark Salling                                  | 4:41    |  |
| 6.             | "Illusions"                            | Mark Salling                                  | 3:35    |  |
| 7.             | "Musical Soulmate"                     | Mark Salling                                  | 3:29    |  |
| 8.             | "Willing and Wonderful"                | Mark Salling                                  | 3:31    |  |
| 9.             | "Scarlet Glasses"                      | Mark Salling                                  | 1:55    |  |
| 10.            | "Doppelganger"                         | Mark Salling                                  | 2:44    |  |
| 11.            | "Pipe Dreams"                          | Mark Salling                                  | 3:01    |  |
| 12.            | "[Untitled]"                           | Mark Salling                                  | 3:35    |  |
| Duração total: | Duração total:                         | Duração total:                                | 42:14   |  |